# Ентерпрайз (Канзас)
Ентерпрайз (англ. Enterprise) — місто (англ. city) в США, в окрузі Дікінсон штату Канзас. Населення — 708 осіб (2020).

## Географія
Ентерпрайз розташований за координатами 38°54′8″ пн. ш. 97°6′59″ зх. д. / 38.90222° пн. ш. 97.11639° зх. д. (38.902089, -97.116384).  За даними Бюро перепису населення США в 2010 році місто мало площу 1,71 км², з яких 1,68 км² — суходіл та 0,02 км² — водойми.

## Демографія
Згідно з переписом 2010 року, у місті мешкало 855 осіб у 294 домогосподарствах у складі 221 родини. Густота населення становила 501 особа/км².  Було 335 помешкань (196/км²).
Расовий склад населення:
| - 93,3 % — білих - 0,9 % — чорних або афроамериканців - 0,4 % — корінних американців - 0,4 % — азіатів - 0,1 % — вихідців з тихоокеанських островів - 1,6 % — осіб інших рас |

До двох чи більше рас належало 3,3 %. Частка іспаномовних становила 4,1 % від усіх жителів.
За віковим діапазоном населення розподілялося таким чином: 28,1 % — особи молодші 18 років, 55,2 % — особи у віці 18—64 років, 16,7 % — особи у віці 65 років та старші. Медіана віку мешканця становила 34,9 року. На 100 осіб жіночої статі у місті припадало 87,5 чоловіків;  на 100 жінок у віці від 18 років та старших — 83,0 чоловіків також старших 18 років.
Середній дохід на одне домашнє господарство  становив 49 890 доларів США (медіана — 39 792), а середній дохід на одну сім'ю — 54 610 доларів (медіана — 46 023). Медіана доходів становила 38 971 долар для чоловіків та 24 306 доларів для жінок. За межею бідності перебувало 15,3 % осіб, у тому числі 27,7 % дітей у віці до 18 років та 1,7 % осіб у віці 65 років та старших.
Цивільне працевлаштоване населення становило 407 осіб. Основні галузі зайнятості: освіта, охорона здоров'я та соціальна допомога — 25,6 %, виробництво — 16,5 %, мистецтво, розваги та відпочинок — 11,8 %, будівництво — 8,4 %.